# Рабах Маџер
Рабах Мустафа Маџер (арап. رابح ماجر‎; Хусеин деј, 15. децембар 1958) бивши је алжирски фудбалер.
Играо је на позицији нападача. Најпознатији је као играч Порта током осамдесетих година, а слови за једног од најбољих алжирских фудбалера свих времена. Tоком шестогодишњег боравка у Порту освојио је девет великих титула, укључујући три државна првенства и Куп европских шампиона 1987. године.
Један од најистакнутијих алжирских репрезентативаца по броју одиграних утакмица и голова за државни тим, укупно одиграо 87 утакмица и постигао 28 голова. Маџер је играо на два Светска првенства са националним тимом, уједно помажући му да дође до првог учешћа икада 1982. у Шпанији. Након што је завршио играчку каријеру посветио се тренерском послу, предводио је неколико клубова, а такође је био селектор фудбалске репрезентације Алжира.
Ради као спортски консултант на катарској телевизији Ал Џазира Спорт. Од 2011. је постао амбасадор добре воље при Унеску.

## Успеси
Хусеин деј
- Куп Алжира: 1978/79.
- Куп победника купова Африке: финалиста 1978.

Порто
- Прва лига Португалије: 1985/86, 1987/88, 1989/90.
- Куп Португалије: 1987/88, 1990/91.
- Суперкуп Португалије: 1986, 1990.
- Куп европских шампиона: 1987.
- Интерконтинентални куп: 1987.
- Суперкуп Европе: 1987.

Репрезентација
- Афрички куп нација: 1990.
- Афро-Азијски куп нација: 1991.
- Афричке спортске игре: 1978.

Индивидуалне награде
- Афрички куп нација тим турнира: 1982, 1990.
- Најбољи Афрички фудбалер године: 1987.
- Интерконтинентални куп: најбољи играч утакмице 1987.
- Најбољи стрелац Купа европских шампиона: 1988 (поделио награду са још 6 фудбалера).
- Најбољи играч Афричког купа нација: 1990.
- ИФФХС играч века #62 место: 2000.
- Најбољи арапски фудбалер у 20. веку: 2004.
- Најбољи алжирски фудбалер у 20. веку: 2009. (заједно са Лахдаром Белумијем)
- Најбољи алжирски фудбалер у години: више пута изабран.
- Избор за афричког фудбалера у 20. веку: 5. место.
- Награда Легенда Златне копачке: 2011.[7]
- ИФФХС легенда: 2016.[8]